# Poenulus
Poenulus (o anche Il cartaginese) è una commedia di Tito Maccio Plauto rappresentata dopo la seconda guerra punica. Essa ebbe due redazioni: Poenŭlus "il giovane cartaginese" (probabilmente modellata sul Carchedonios di Menandro), e Patruos Pultiphagonĭdes ("lo zio mangiatore di polenta", secondo la definizione dispregiativa con la quale a Roma venivano appellati i cartaginesi). Tuttavia, è impossibile stabilire con certezza la versione a noi pervenuta.
La commedia riflette sul rapporto tra i romani e la figura all'epoca da essi ritenuta lo straniero per eccellenza, ovvero i cartaginesi. Il testo è di particolare importanza linguistica per la presenza, nel quinto atto, di rari versi e frasi in lingua punica, nonché in presumibile libico antico.

## Trama
Agorastocle, un giovane cartaginese rapito all'età di sette anni, vive in Etolia, adottato da un ricco signore. Accanto a lui abitano due sorelle, anch'esse rapite da piccole e ancora sfruttate dal loro padrone. Il giovane si innamora di una delle due sorelle, Adelfasia. Alla fine interviene il cartaginese Annone che riconosce in Agorastocle suo nipote e nelle sorelle le sue due figlie rapite. Agorastocle si sposa così con la cugina Adelfasia.